# توماس دبنست
توماس دبنست (انگلیسی: Thomas Debenest؛ زادهٔ ۴ اوت ۱۹۷۳) بازیکن فوتبال اهل فرانسه است.
از باشگاه‌هایی که در آن بازی کرده‌است می‌توان به باشگاه فوتبال بیرامار، باشگاه فوتبال ستاره سرخ، و باشگاه فوتبال آنژه اشاره کرد.